# Юньнань-Гуансийская война
Юньнань-Гуансийская война (кит. 滇桂戰爭) — война за контроль над Гоминьданом после смерти в 1925 году Сунь Ятсена. Она была начата Юньнаньской кликой против партийных лидеров и Новой клики Гуанси.

## Ход конфликта
18 марта 1925 года, через шесть дней после смерти Сунь Ятсена, Тан Цзияо, военачальник Юньнаньской клики, стал претендовать на роль реального преемника Сунь Ятсена, чтобы возглавить Гоминьдан и, следовательно, подчинить себе провинцию Гуандун. Он обосновал свои претензии на преемственность Сунь Ятcена на основании того, что тот в 1924 году назвал его своим «заместителем генералиссимуса». На самом деле Тан Цзияо отказался от титула, узнав, что он ниже звания «вице-генералиссимуса» Ху Ханьминя. Таким образом, он выступал против влиятельного идеолога Гоминьдана Ху Ханьминя и руководителей гоминьдановской партии. Ведущие руководители гоминьдановской партии в конце концов отвергли Тан Цзияо как узурпатора. 
Разочарованный, Тан Цзияо сплотил своих союзников в Юньнани и Гуйчжоу, чтобы возглавить экспедицию в Гуанчжоу. Ху Ханьминь обратился к Новой клике Гуанси с просьбой организовать оборону. Ли Цзунжэнь летом 1925 года успешно разгромил вторгшиеся войска Тана. 
Слабостью Ху Ханьминя воспользовался Чан Кайши, который арестовал и сослал его, обвинив в убийстве однопартийца. Чан Кайши взял на себя роль командующего вооруженными силами Гоминьдана. Это фактически сделало его вторым по влиятельности человеком в Гоминьдане после Ван Цзинвэя. 
В сентябре Чэнь Цзюнмин начал свое последнее восстание в провинции Гуандун, которое было подавлено Чан Кайши. После этого Чэнь и Тан Цзияо стали союзниками. 
Чан Кайши в конце концов сместил Ван Цзинвэя весной 1926 года в результате Кантонского переворота и летом этого де года года двинул войска Гоминьдана в Северный поход, чтобы объединить Китай и покончить с милитаристами.
После успешного Северного похода националистов многие генералы Тан Цзияо хахотели присоединиться к Гоминьдану и в феврале 1927 года вынудили его уйти в отставку. Тан умер три месяца спустя. Юньнаньская клика после смерти Тан Цзияо потеряла большое влияние. Ей пришлось отказаться от контроля над Гуйчжоу и от притязаний на Гуандун.